# Anders Bergman (ishockeymålvakt)
Anders Arne Bergman, född 6 augusti 1963 i Bollnäs, Hälsingland, död 25 september 2024 i Östra Fågelviks distrikt, Karlstads kommun, Värmlands län, var en svensk ishockeymålvakt. Han blev världsmästare i ishockey i VM 1987 och erövrade bronsmedaljer i Canada Cup 1987 och i de olympiska vinterspelen 1988. 

## Meriter
- Världsmästare i ishockey 1987
- Svenska Dagbladets guldmedalj (Svenska landslaget i ishockey) 1987
- Olympisk bronsmedalj 1988
- Elitserien bästa målvaktspoäng 1990

## Klubbar
- MODO Hockey 1982-1988 Elitserien
- Färjestads BK 1988-1994 Elitserien